# Bob Fosse
Bob Fosse, nome completo Robert Louis Fosse (Chicago, 23 giugno 1927 – Washington, 23 settembre 1987), è stato un coreografo, ballerino, regista, attore e sceneggiatore statunitense.
Vinse, primato senza precedenti, otto Tony Awards per la coreografia e uno per la regia.

## Biografia
Nato a Chicago da famiglia norvegese, era il più giovane di sei figli. Dopo il diploma del liceo, fece coppia con Charles Grass, un altro giovane danzatore, con cui iniziò una collaborazione sotto l'appellativo di The Riff Brothers. Insieme girarono per i teatri dell'area di Chicago. Sempre molto ambizioso, Fosse cambiò vita ed iniziò a lavorare come intrattenitore in una serie di piccoli locali notturni. Fu in una di queste occasioni che coreografò il suo primo numero, coinvolgendo quattro ragazze che muovevano ventagli a forma di ostrica sulla musica di Cole Porter. Alla fine Fosse fu assunto per lo show Tough Situation, girando per le basi militari e navali dell'Oceano Pacifico. Dirà in seguito che aveva "perfezionato la tecnica di danzatore, coreografo e direttore mentre eseguiva il suo dovere".
Fosse si trasferì a Hollywood con l'ambizione di diventare il nuovo Fred Astaire. Le sue prime apparizioni sullo schermo furono in Baciami Kate!, Tre ragazze di Broadway, in cui collaborò con Stanley Donen in qualità di aiuto regista, e The Affairs of Dobie Gillis, tutti del 1953. Fu la coreografia di un piccolo pezzo in Baciami Kate che attirò l'attenzione dei produttori di Broadway. Anche se la carriera cinematografica di Fosse finì piuttosto presto a causa di una prematura calvizie che gli precludeva gran parte dei ruoli, il trasferimento da Hollywood ai teatri di Broadway non fu proprio entusiasmante. Nel 1954, coreografò The Pajama Game, seguito da Damn Yankees nel 1955. Durante la lavorazione di quest'ultimo conobbe la danzatrice Gwen Verdon, e per perfezionare la loro tecnica recitativa i due studiarono con il famoso maestro Sanford Meisner.
Dopo aver lavorato per la tv diresse Shirley MacLaine in Sweet Charity - Una ragazza che voleva essere amata (1969) che ottenne un buon successo. Tale film gli consentì di firmare negli anni settanta i suoi capolavori: Cabaret (1972) con Liza Minnelli, il musical teatrale Chicago (1975), Lenny (1974) con uno strepitoso Dustin Hoffman e All That Jazz - Lo spettacolo comincia (1979) con Roy Scheider. Il suo ultimo film è Star 80 (1983). Nel 1986 scrisse, diresse e coreografò la produzione di Broadway Big Deal.  Uno dei suoi progetti era la realizzazione cinematografica del musical Chicago con Madonna. Morì stroncato da un infarto nel 1987, all'età di 60 anni. 

## Vita privata
Fosse disse di sé stesso in una intervista: "I miei amici sanno che per me la felicità è quando mi sento semplicemente infelice ma non pronto al suicidio". Si sposò per la prima volta con la partner danzatrice Marian Niles, poi con la ballerina Joan McCracken dal 1951 al 1959, e infine con Gwen Verdon nel 1960. Dall'unione nacque una figlia, Nicole, anch'essa ballerina come i genitori. Dal 1972 al 1978 ebbe una relazione con Ann Reinking.

## Stile
Come coreografo ha fondato uno stile nuovo, tutto suo, influenzando l'intera danza musical e moderna dagli anni 1960 in poi. Fosse sviluppò uno stile modern/jazz che era immediatamente riconoscibile, essudante una sessualità cinica e stilizzata. Altri caratteri distintivi erano le ginocchia in dentro, le spalle arrotondate e le isolazioni. Influenzato da Fred Astaire, usava bombette, bastoni e sedie come strumenti di scena. Il suo marchio di fabbrica era l'uso dei cappelli, probabilmente provocato dalla sua calvizie. Usava i guanti perché non amava le sue mani. Le sue sequenze di danza erano intense e molto particolareggiate, ma semplici. Si può dire che Michael Jackson nelle sue performance e nei suoi video sia stato notevolmente ispirato dallo stile di coreografie e costumi di Bob Fosse (Snake di Piccolo Principe e Billie Jean; Chicago e Smooth Criminal; i costumi di Sweet Charity ed All That Jazz).
Alcuni dei suoi numeri più popolari includono: "Steam Heat" da The Pajama Game e "Hey Big Spender" da Sweet Charity. Le sequenze di passi in Cabaret (1972) sono particolarmente caratteristiche del suo stile e contengono la volgare energia del vaudeville e del burlesco aggiornate ai giorni nostri con una certa aria di fredda e consapevole sofisticatezza.

## Premi
Fosse vinse molti premi tra i quali un Tony Award per il musical Pippin, l'Oscar al miglior regista nel 1973 per Cabaret ed un Emmy Award per Liza with a Z. È stato il primo artista a vincere questi tre premi nello stesso anno.
Nel 2001 Fosse fu premiato con il Laurence Olivier Award come miglior coreografo teatrale. Il premio fu ritirato da Ann Reinking al Prince of Wales Theatre di Londra. 
Il suo musical All That Jazz (1979) vinse la Palma d'Oro al Festival di Cannes e quattro Oscar tutti relativi al settore artistico-tecnico. È un'intransigente fantasia semi-autobiografica che ritrae un coreografo, fumatore accanito, che viene dominato dalla sua personalità compulsiva.

## Filmografia parziale

### Regista
- Sweet Charity - Una ragazza che voleva essere amata (Sweet Charity) (1969)
- Cabaret (1972)
- Liza with a 'Z' (1972) - Film concerto TV
- Lenny (1974)
- All That Jazz - Lo spettacolo comincia (All That Jazz) (1979)
- Star 80 (1983)

### Attore
- Baciami Kate! (Kiss Me Kate), regia di George Sidney (1953)
- Tre ragazze di Broadway (Give a Girl a Break), regia di Stanley Donen (1953)
- Mia sorella Evelina (My Sister Eileen), regia di Richard Quine (1955)
- Damn Yankees!, regia di George Abbott, Stanley Donen (1958)
- Il piccolo principe (The Little Prince), regia di Stanley Donen (1974)

## Teatro

### Regista e coreografo
- Redhead, libretto di Herbert Fields, Dorothy Fields, Sidney Sheldon e David Shaw, colonna sonora di Albert Hague. 46th Street Theatre di Broadway (1959)
- Little Me, libretto di Neil Simon, testi di Carolyn Leigh, colonna sonora di Cy Coleman. Lunt-Fontanne Theatre di Broadway (1962)
- Pleasure and Palaces, libretto di Frank Loesser e Sam Spewack, colonna sonora di Frank Loesser. Fisher Theatre di Detroit (1965)
- Sweet Charity, libretto di Neil Simon, testi di Dorothy Fields, colonna sonora di Cy Coleman. Palace Theatre di Broadway (1966)
- Pippin, libretto di Roger O. Hirson, colonna sonora di Stephen Schwartz. Imperial Theatre di Broadway (1972)
- Liza, libretto e colonna sonora di autori vari, con Liza Minnelli. Winter Garden Theatre di Broadway (1974)
- Chicago, libretto di Fred Ebb e Bob Fosse, colonna sonora di John Kander. 46th Street Theatre di Broadway (1975)
- Dancin', libretto e colonna sonora di autori vari. Broadhurst Theatre di Broadway (1978)
- Big Deal, libretto di Bob Fosse, colonna sonora di autori vari. Broadway Theatre di Broadway (1986)
- Sweet Charity, libretto di Neil Simon, testi di Dorothy Fields, colonna sonora di Cy Coleman. Minskoff Theatre di Broadway (1986)

### Coreografo
- The Pajama Game, libretto di George Abbott e Riched Bissell, colonna sonora di Richard Adler e Jerry Ross, regia di George Abbott e Jerome Robbins. St James Theatre di Broadway (1953)
- Damn Yankees, libretto di Douglass Wallop e George Abbott, colonna sonora di Richard Adler e Jerry Ross, regia di George Abbott. 46th Street Theatre di Broadway (1955)
- Bells Are Ringing, libretto di Betty Comden e Adolph Green, colonna sonora di Jule Styne, regia di Jerome Robbins. Shubert Theatre di Broadway (1956)
- New Girl in Town, libretto di George Abbott, colonna sonora di Bob Merrill, regia di George Abbott. 46th Street Theatre di Broadway (1957)
- The Conquering Hero, libretto di Larry Gelbart, testi di Norman Gimbel, colonna sonora di Mark Charlap, regia di Albert Marre. ANTA Playhouse di Broadway (1961)
- How to Succeed in Business Without Really Trying, libretto di Abe Burrows, Jack Weinstock e Willie Gilbert, colonna sonora di Frank Loesser, regia di Abe Burrows. 46th Street Theatre di Broadway (1961)

### Librettista
- Pippin, scritto con Roger O. Hirson, colonna sonora di Stephen Schwartz. Imperial Theatre di Broadway (1972)
- Chicago, scritto con Fred Ebb, colonna sonora di John Kander. 46th Street Theatre di Broadway (1975)
- Big Deal, colonna sonora di autori vari. Broadway Theatre di Broadway (1986)

### Attore
- Call Me Mister, libretto di Arnold Auerbach, colonna sonora di Harold Rome, regia di Robert H. Gordon. Tournée statunitense (1947)
- Dance Me a Song, libretto di James Kirkwood, Vincente Minnelli e altri, colonna sonora di James Shelton. Royale Theatre di Broadway (1950)
- Pal Joey, libretto di John O'Hara, testi di Lorenz Hart, colonna sonora di Richard Rodgers, regia di Robert Altman. Broadhurst Theatre di Broadway (1952)
- Pal Joey, libretto di John O'Hara, testi di Lorenz Hart, colonna sonora di Richard Rodgers, regia di Gus Schirmer. City Center di Broadway (1963)

## Riconoscimenti
- Premio Oscar
  - 1973 – Miglior regista per Cabaret
  - 1975 – Candidatura al miglior regista per Lenny
  - 1980 – Candidatura al miglior regista per All That Jazz - Lo spettacolo comincia
  - 1980 – Candidatura alla migliore sceneggiatura originale per All That Jazz – Lo spettacolo comincia
- Golden Globe
  - 1973 – Candidatura al miglior regista per Cabaret
  - 1975 – Candidatura al miglior regista per Lenny
- BAFTA
  - 1973 – Miglior regista per Cabaret
- Drama Desk Award
  - 1973 – Miglior regia per Pippin
  - 1973 – Miglior coreografia per Pippin
  - 1978 – Miglior coreografia per Dancin'
  - 1986 – Candidatura alla miglior regia di un musical per Sweet Chairty
  - 1986 – Candidatura alla miglior regia di un musical per Big Deal
  - 1986 – Miglior coreografia per Big Deal
- Premio Emmy
  - 1973 – Miglior speciale varietà, musicale o commedia per Liza with a Z
  - 1973 – Miglior regia di uno speciale varietà, musicale o commedia per Liza with a Z
  - 1973 – Migliori coreografie per Liza with a Z
- Festival di Cannes
  - 1975 – Candidatura alla Palma d'oro per Larry
  - 1980 – Palma d'oro per All That Jazz – Lo spettacolo comincia
- Premio Laurence Olivier
  - 2001 – Migliori coreografie per Fosse (con Ann Reinking)
- Tony Award
  - 1955 – Miglior coreografia per The Pajama Game
  - 1956 – Miglior coreografia per Damn Yankees
  - 1957 – Candidatura alla miglior coreografia per Bells Are Ringing
  - 1958 – Candidatura alla miglior coreografia per New Girl in Town
  - 1959 – Miglior coreografia per Redhead
  - 1963 – Candidatura alla miglior regia di un musical per Little Me
  - 1963 – Miglior coreografia per Little Me
  - 1964 – Candidatura al miglior attore protagonista in un musical per Pal Joey
  - 1966 – Candidatura al miglior regia di un musical per Sweet Charity
  - 1966 – Miglior coreografia per Sweet Charity
  - 1973 – Miglior regia di un musical per Pippin
  - 1973 – Miglior coreografia per Pippin
  - 1976 – Candidatura al miglior libretto di un musical per Chicago
  - 1976 – Candidatura alla miglior regia di un musical per Chicago
  - 1976 – Candidatura alla miglior coreografia per Chicago
  - 1978 – Candidatura alla miglior regia di un musical per Dancin'
  - 1978 – Miglior coreografia per Dancin'
  - 1986 – Candidatura al miglior libretto di un musical per Big Deal
  - 1986 – Candidatura alla miglior regia di un musical per Big Deal
  - 1986 – Miglior coreografia per Big Deal

## Doppiatori italiani
- Gianfranco Bellini in Baciami Kate!
- Massimo Turci in Mia sorella Evelina
- Gastone Bartolucci in Il piccolo principe